# ベルゴンド

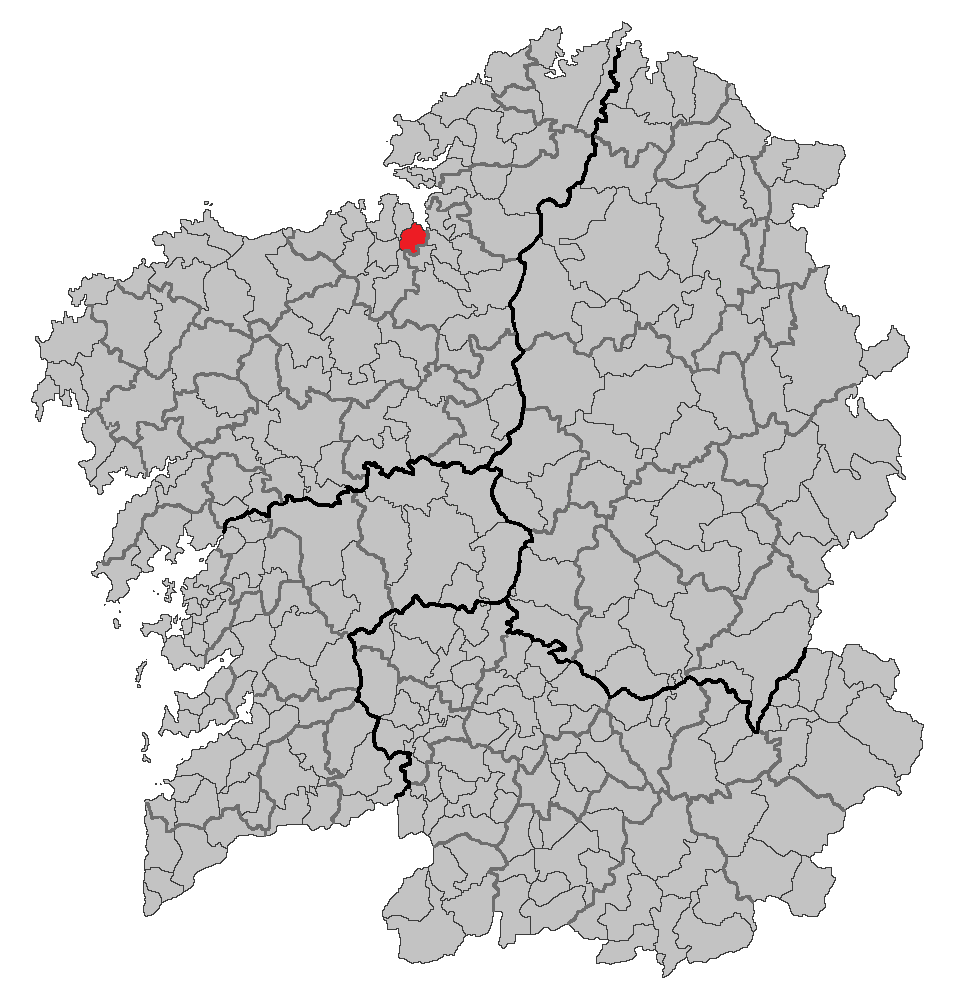

ベルゴンド（Bergondo）はスペイン、ガリシア州、ア・コルーニャ県の自治体。コマルカ・ダ・コルーニャに属する。ガリシア統計局によると、2011年の人口は6,722人（2010年：6,758人、2009年：6,696人、2007年:6,540人、2006人:6,539人、2005年:6,495人、2004年:6,413人）。住民呼称はbergondés/-esa。
ガリシア語話者の自治体人口に占める割合は90.90%（2001年）。

## 地理
ベルゴンドはア・コルーニャ県北部に位置し、コマルカ・ダ・コルーニャに属する。北はリア・デ・ベタンソスに面し、サダと、東はパデルネと、南はベタンソスとアベゴンドと、西はカンブレの各自治体と接している。
ベルゴンドはリア・デ・ベタンソスの西岸に位置し、地形は最も高いところで海抜200mに達しないが、緩やかに波打っているような地形である。
ベルゴンドはベタンソス司法管轄区に属す。

### 人口
| ベルゴンドの人口推移 1900－2010                         |
|                                                         |
| 出典:INE（スペイン国立統計局）1900年 - 1991年、1996年 - |

## 史跡
サン・サルバドール・デ・ベルゴンド教会は、ロマネスク教会で12世紀後半の建造で、ベネディクト会のサン・サルバドール・デ・ベルゴンド修道院に属していた。

## 政治
現在の自治体首長はガリシア社会党（PSdeG-PSOE）のアレハンドラ・ペレス・マケス（Alejandra Pérez Máquez）。自治体評議員は、ガリシア国民党（PPdeG）:5、ガリシア社会党：4、ガリシア民族主義ブロック（BNG）:2、その他（VB）:2となっている（2011年5月22日の自治体選挙結果、得票順）。
| 1999年6月13日自治体選挙 |        |        |          |
| 政党                    | 得票数 | 得票率 | 獲得議席 |
| PSdeG-PSOE              | 1,695  | 44.94% | 6        |
| PPdeG                   | 1,685  | 44.67% | 6        |
| BNG                     | 338    | 8.96%  | 1        |

| 2003年5月25日自治体選挙 |        |        |          |
| 政党                    | 得票数 | 得票率 | 獲得議席 |
| PSdeG-PSOE              | 2,247  | 52.97% | 7        |
| PPdeG                   | 1,461  | 34.44% | 5        |
| BNG                     | 456    | 10.75% | 1        |

| 2007年5月27日自治体選挙 |        |        |          |
| 政党                    | 得票数 | 得票率 | 獲得議席 |
| PSdeG-PSOE              | 1,714  | 42.59% | 6        |
| PPdeG                   | 938    | 23.31% | 3        |
| VB                      | 761    | 18.91% | 2        |
| BNG                     | 557    | 13.84% | 2        |

| 2011年5月22日自治体選挙 |        |        |          |
| 政党                    | 得票数 | 得票率 | 獲得議席 |
| PPdeG                   | 1,376  | 33.72% | 5        |
| PSdeG-PSOE              | 1,130  | 27.69% | 4        |
| BNG                     | 795    | 19.48% | 2        |
| VB                      | 672    | 16.47% | 2        |
| SORTEO                  | 27     | 0.66%  | 0        |

## 教区
ベルゴンドは9の教区に分けられている。
- ベルゴンド（サン・サルバドール）
- コルティニャン（サンタ・マリーア）
- ギサモ（サンタ・マリーア）
- ルブレ（サン・ショアン）
- モルーショ（サン・ビセンテ）
- オウセス（サン・ショアン）
- ロイス（サンタ・マリーニャ）
- サンタ・マルタ・デ・バビーオ（サンタ・マルタ）
- ビショイ（サン・フィス）

## ギャラリー

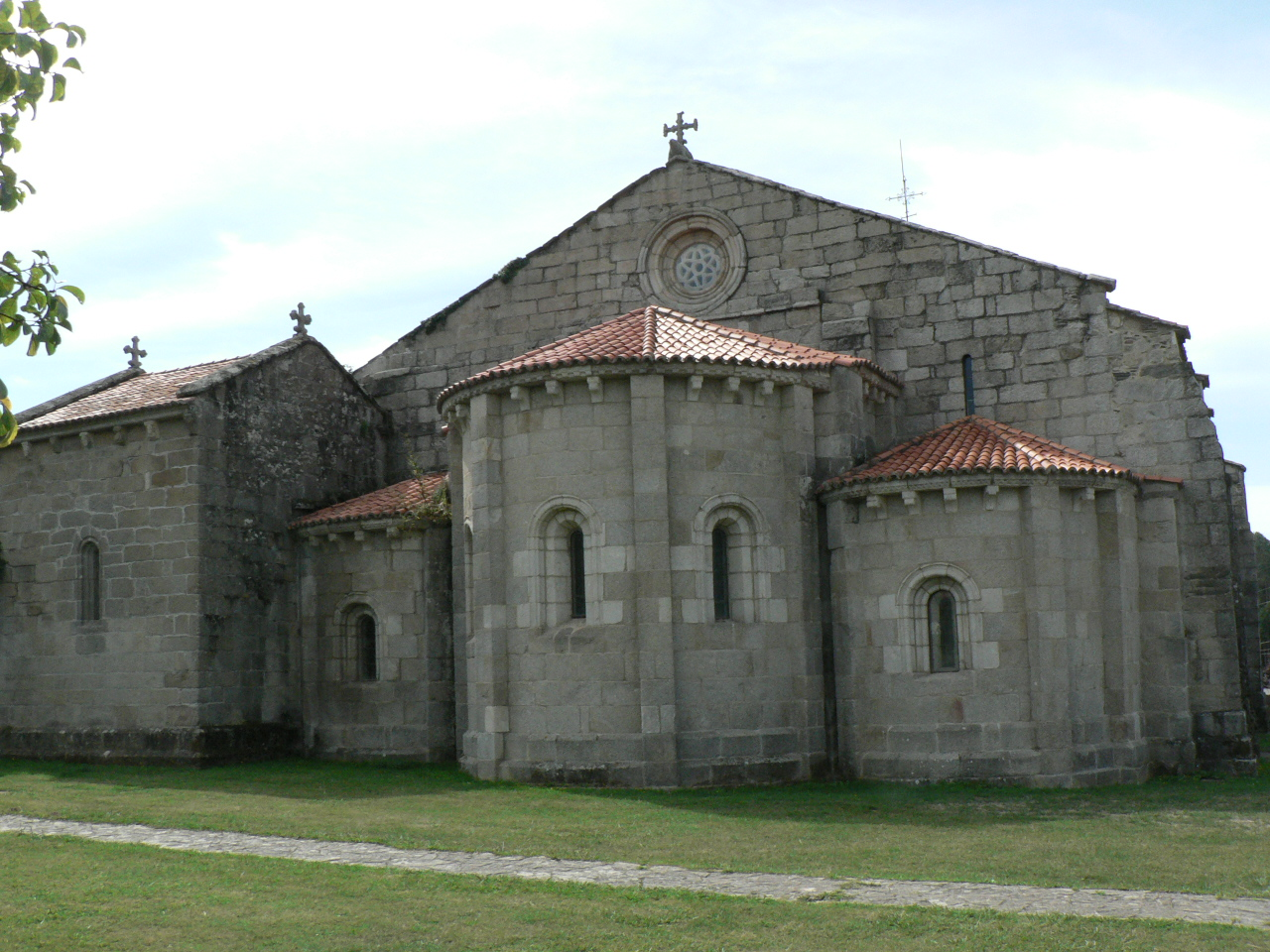
サン・サルバドール・デ・ベルゴンド教会
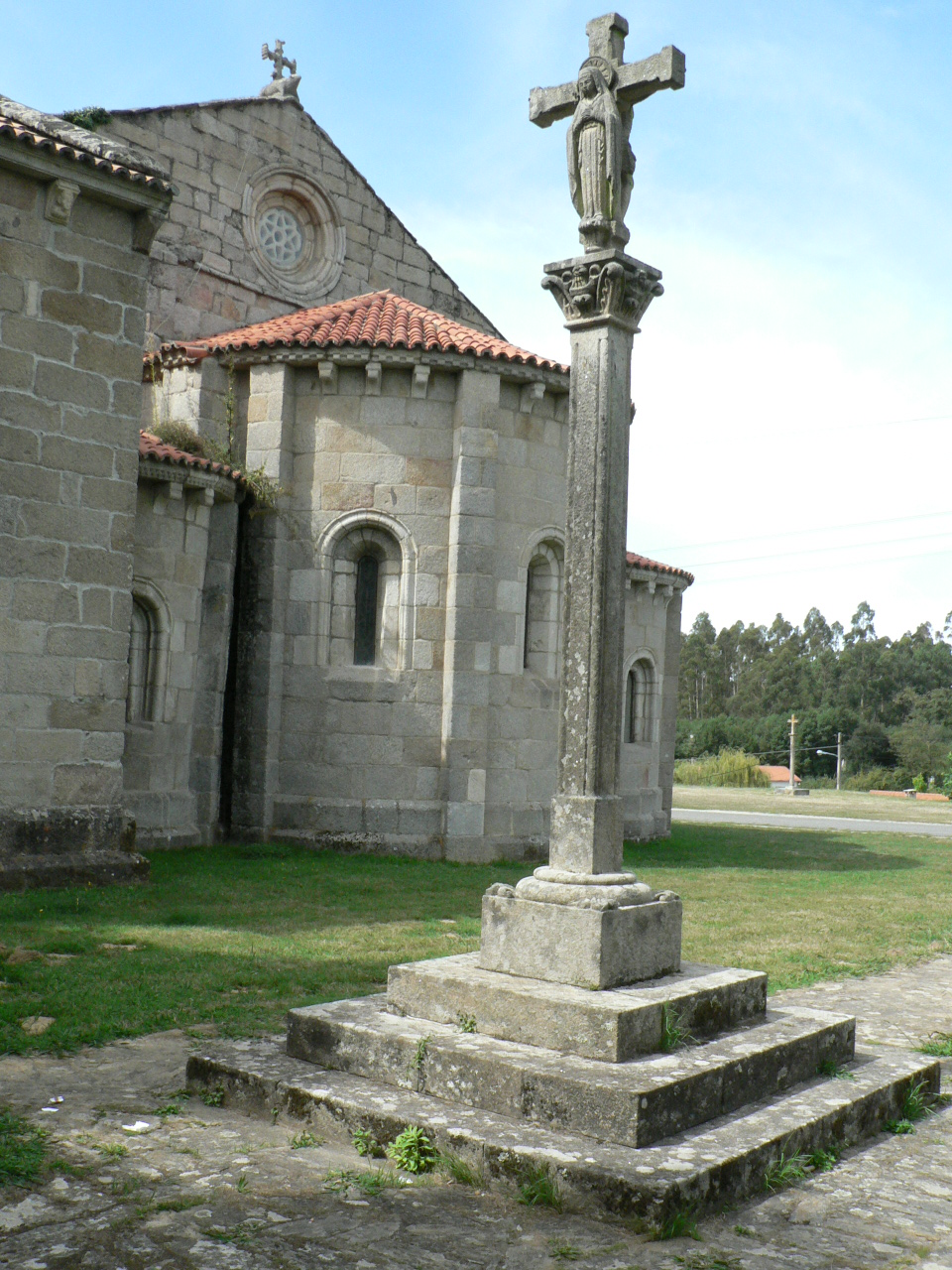
サン・サルバドール・デ・ベルゴンド教会のクルセイロ